# المشهوس (المقاطرة)

تعديل مصدري - تعديل

المشهوس هي إحدى قرى عزلة الصوالحة بمديرية المقاطرة التابعة لمحافظة لحج، بلغ تعداد سكانها 67 نسمة حسب تعداد اليمن لعام 2004.